# Stanîșivka, Ivankiv
Stanîșivka (în ucraineană Станишівка) este un sat în comuna Obuhovîci din raionul Ivankiv, regiunea Kiev, Ucraina.

## Demografie
Componența lingvistică a localității Stanîșivka
     Ucraineană (98,57%)
     Rusă (1,43%)
Conform recensământului din 2001, majoritatea populației localității Stanîșivka era vorbitoare de ucraineană (98,57%), existând în minoritate și vorbitori de rusă (1,43%).

## Natura
Prin satul curge râul Murava, afluentul drept Bolotnaya (afluent al râului Teteriv).
La nord de Stanishevka se află un sat Obuhovîci. Din celelalte trei părți satul acoperă pădurea.
La marginea pădurii, la sud-est de sat, un stejarul are circumferința la 4,83 m.

## Galerie

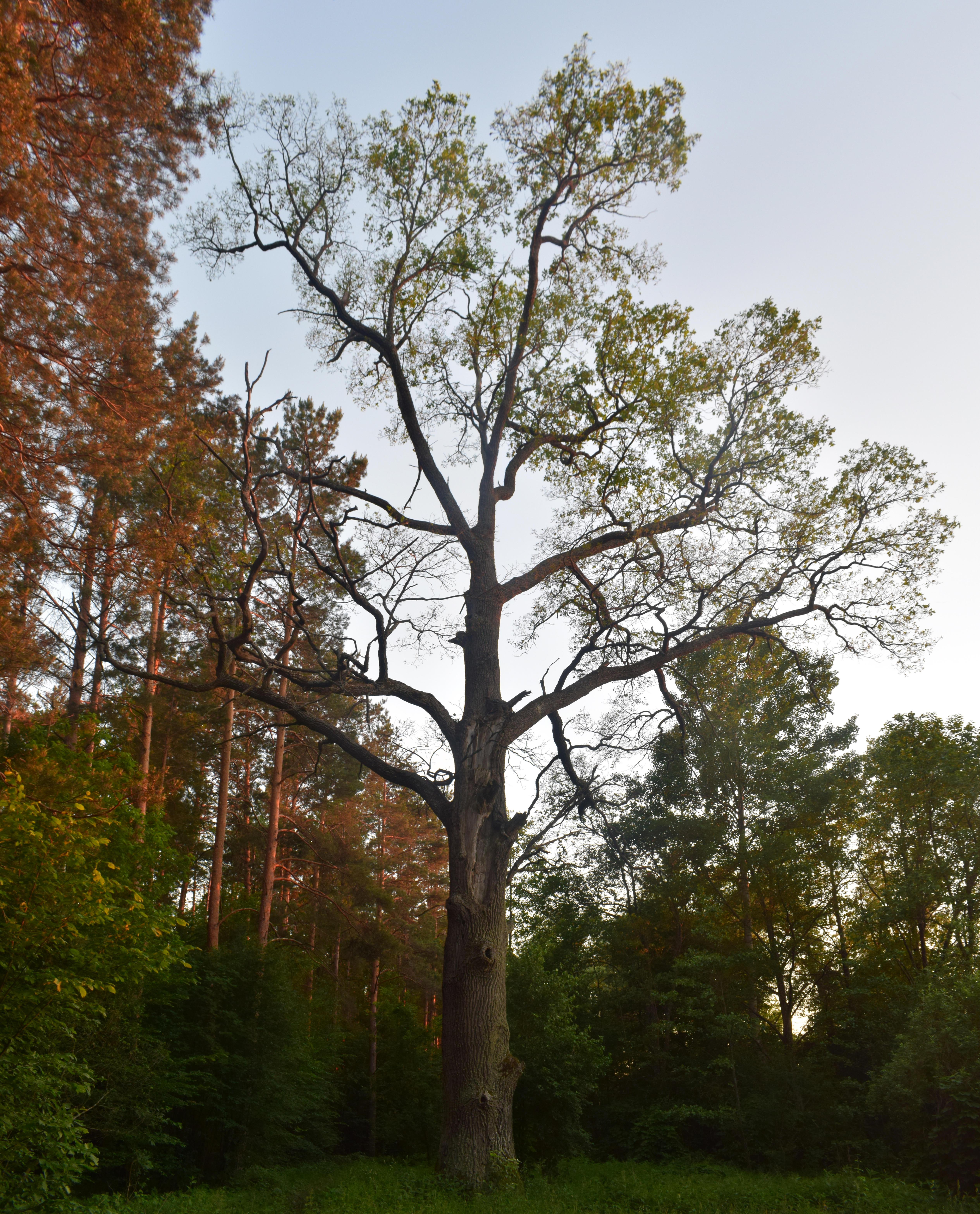
Stejarul din Stanîșivka
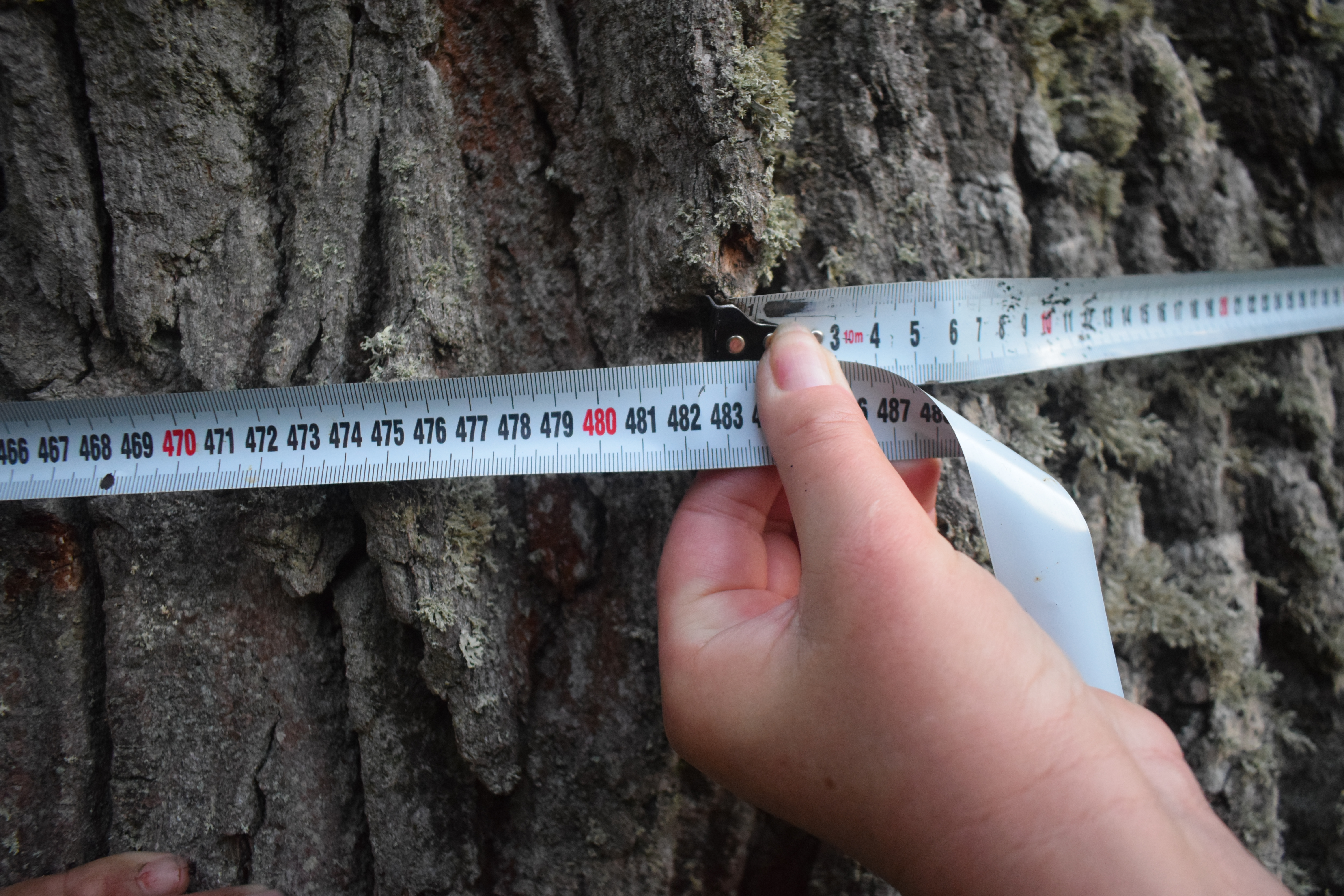
Circumferința de stejar